# Colonial Electric Car Company
Colonial Electric Car Company war ein US-amerikanischer Hersteller von Automobilen.

## Unternehmensgeschichte
Mark W. Allen, Otto F. Bartlett, L. C. Moore, A. D. Stansell, William E. Storms, Albert Webb und Fred C. Willis gründeten das Unternehmen im September 1911. Der Sitz war in Detroit in Michigan. Sie begannen 1912 mit der Produktion von Automobilen. Der Markenname lautete Colonial. Die Konkurrenz war groß, insbesondere durch die Detroit Electric Car Company aus der gleichen Stadt. Im Juni 1912 berichtete eine Automobilzeitschrift von einem kleinen örtlichen Verkaufserfolg. Später im Jahr endete die Produktion. Es gab Gerüchte, dass General Motors das Unternehmen aufkaufen wollte, die sich aber nicht bestätigten.
Storms leitete später die Storms Electric Car Company.
Es gab keine Verbindungen zu den anderen Herstellern von Fahrzeugen der Marke Colonial: Colonial Automobile Company, Colonial Motors Corporation und Colonial Carriage Company.

## Fahrzeuge
Im Angebot standen ausschließlich Elektroautos. Die Höchstgeschwindigkeit war mit 40 km/h angegeben und die Reichweite mit 120 km. Das Fahrgestell hatte 236 cm Radstand. Der Aufbau als Brougham bot Platz für fünf Personen. Ein dreisitziges Coupé blieb ein Prototyp.